# Rui Medeiros
Rui Pedro Costa Melo Medeiros (Lisboa, 17 de agosto de 1963) é um advogado, professor universitário e político português, que foi brevemente ministro da Modernização Administrativa do XX Governo Constitucional de Portugal.

## Biografia
Antigo estudante do Colégio de São João de Brito, onde fez todos os seus estudos pré-universitários, é licenciado (1987), mestre (1991) e doutor (1999) em Direito, pela Faculdade de Direito da Universidade Católica Portuguesa. 
A sua tese de doutoramento em Direito, que incide, mais precisamente no ramo do Direito Constitucional, intitulou-se A decisão de inconstitucionalidade. 
Rui Medeiros é professor associado da Faculdade de Direito da Universidade Católica desde 2004, onde foi antes assistente (1987-1989) e professor auxiliar (1999-2004). Foi ainda diretor dessa Faculdade (2002-2005) e, desde 2013, diretor do Católica Research Centre for the Future of Law. Leciona Introdução ao Estudo do Direito e ainda Direito Constitucional. Também foi professor do Instituto de Altos Estudos Militares (1997-2002) e professor convidado da Faculdade de Direito da Universidade de Lisboa (1999-2002).  
Especialista em Direito Constitucional e Administrativo, exerce nessas áreas a advocacia, sendo sócio da sociedade de advogados Sérvulo & Associados, desde a sua fundação, em 1999.
Foi igualmente consultor dos Ministros da República para as Regiões Autónomas da Madeira e dos Açores (1991-1999). 
Em 2015 foi brevemente Ministro da Modernização Administrativa do XX Governo Constitucional, chefiado por Pedro Passos Coelho.